# Schulsprengel
Ein Schulsprengel (oft identisch mit dem Schulbezirk) ist ein abgegrenztes Einzugsgebiet, das einer bestimmten Regelschule zugeordnet ist. Die dort wohnenden schulpflichtigen Kinder sind grundsätzlich zum Besuch dieser zuständigen Schule verpflichtet. Das Prinzip der Sprengelpflicht wird auch als Sprengelprinzip bezeichnet.

## Situation in Deutschland
Die Sprengelpflicht stammt aus der Weimarer Republik. Heute ist sie in den gesetzlichen Bestimmungen des jeweiligen Bundeslands festgelegt.
Da sie den Elternwillen einschränkt, ist die Sprengelpflicht umstritten. Ihre Verfassungsmäßigkeit wurde 2009 durch das Bundesverfassungsgericht festgestellt.

### Bundesländer
In Baden-Württemberg ist die Sprengelpflicht in §76 SchG geregelt.
In Bayern bestimmt die Regierung durch Rechtsverordnung (§42 BayEUG) ein räumlich abgegrenztes Gebiet als Schulsprengel für jede Grund- und Mittelschule sowie für Förderschulen. Die Schulaufsichtsbehörde bildet dort auch für jede Berufsschule einen Schulsprengel, der für die örtliche Erfüllung der Berufsschulpflicht maßgebend ist (sog. „Grundsprengel“).
In Hessen besteht nach §60(4) des Hessischen Schulgesetzes (HschG) die Sprengelpflicht für den Besuch der Grundschule.
Als erstes Bundesland hat Nordrhein-Westfalen im August 2008 alle Schulsprengel aufgehoben.

### Interessenkonflikt
Bislang können Eltern nur einen Gastschulantrag stellen und zwingende persönliche Gründe anführen, um ihr Kind in eine andere als die zuständige Grundschule schicken zu können. Anträge sind oft erfolgreich, wenn ein alleinerziehender Elternteil eine Arbeitsstelle in der Nähe der bevorzugten Schule nachweisen kann oder diese Schule eine Mittagsbetreuung anbietet.
Manche Elternverbände halten die Schulsprengel als Einschränkung der freien Schulstandortwahl für überholt und fordern mehr Wettbewerb unter den Grundschulen. Befürchtungen werden geäußert, dass die eigenen Kinder auf der ihnen per Wohnsitz zugewiesenen Schule keine guten Startbedingungen beim Übertritt ins Gymnasium erhalten.
Die Abschaffung der Grundschulbezirke kann sich allerdings unliebsam auf Qualität und Klassenstärke von Grundschulen auswirken. Problematisch ist die „Flucht“ der Schüler mit bildungsbewussten Eltern aus sozial benachteiligten Stadtbezirken mit hohem Migrantenanteil, durch die die  Bildungsbenachteiligung der dort verbleibenden Schüler fortgeschrieben wird. Andererseits führen mit dem Wohnsitz verbundene Schulzuordnungen dazu, dass Familien gleich ganz aus solchen Stadtbezirken wegziehen, was die Segregation noch vermehren kann.

## Situation in Österreich
Der Betrieb einer Pflichtschule obliegt in Österreich den Gemeinden, von übergeordneten Stellen werden nur die Personalkosten für den Lehrkörper übernommen. Als Schulsprengel wird somit das Gemeindegebiet bezeichnet, innerhalb dessen die schulpflichtigen Kinder die gemeindeeigene Schule besuchen müssen. Jene Gemeinden, die gemeinsam eine Schule betreiben, bilden zwecks Aufteilung der Kosten eine Schulgemeinde, die den Betrieb der Schule übernimmt und diesen schlüsselmäßig den beteiligten Gemeinden weiterverrechnet. Der Schulsprengel ist dann das Gesamtgebiet der beteiligten Gemeinden und wird, wenn sich eine Gemeinde an mehreren Schulgemeinden beteiligt, zwar aufgeweicht, jedoch richtet sich der Schulbesuch dann nach den verfügbaren Möglichkeiten.
Eine Verpflichtung zum Besuch einer bestimmten Schule besteht nicht bei Gymnasien, die vollständig vom Bund betrieben werden.